# Bussy-lès-Daours
Pour les articles homonymes, voir Bussy.
Bussy-lès-Daours est une commune française située dans le département de la Somme en région Hauts-de-France.

## Géographie

### Description
Bussy-lès-Daours est un village périurbain picard de l'Amiénois  situé à environ huit kilomètres au nord-est d'Amiens et à sept kilomètres à l'ouest  de Corbie, dans le département de la Somme (80). Il s'étend au sein d'une petite vallée comprenant l'Hallue, cours d'eau qui se jette dans la Somme, plus au sud, au niveau de Daours.
La route départementale 1 reliant Amiens à Péronne traverse et limite la commune au sud. Bussy-lès-Daours est relié par la route à Querrieu et à la route départementale 929 reliant Amiens à Bapaume.
En 2019, la localité est desservie par les lignes d'autocars du réseau interurbain Trans'80 Hauts-de-France (ligne no 37).
Le relief de la commune se résume à celui d'un plateau descendant en pente douce vers l'ouest jusqu'à Amiens et de la vallée de l'Hallue avec ses étangs, en limite de territoire.
Le sol de la commune est composé de terres franches et argileuses dans une petite partie du territoire dominant l'Hallue, proche de Daours. Dans la vallée de l'Hallue, le sol est formé d'alluvions. Partout ailleurs, le sol est composé de terres siliceuses.

### Hydrographie

#### Réseau hydrographique
La commune est située dans le bassin Artois-Picardie. Elle est drainée par la rivière d'Hallue et la Noelle.
L'Hallue, d'une longueur de 16 km, prend sa source dans la commune de Vadencourt et se jette  dans la Somme canalisée en limite des communes de Daours et de Vecquemont, après avoir traversé onze communes.

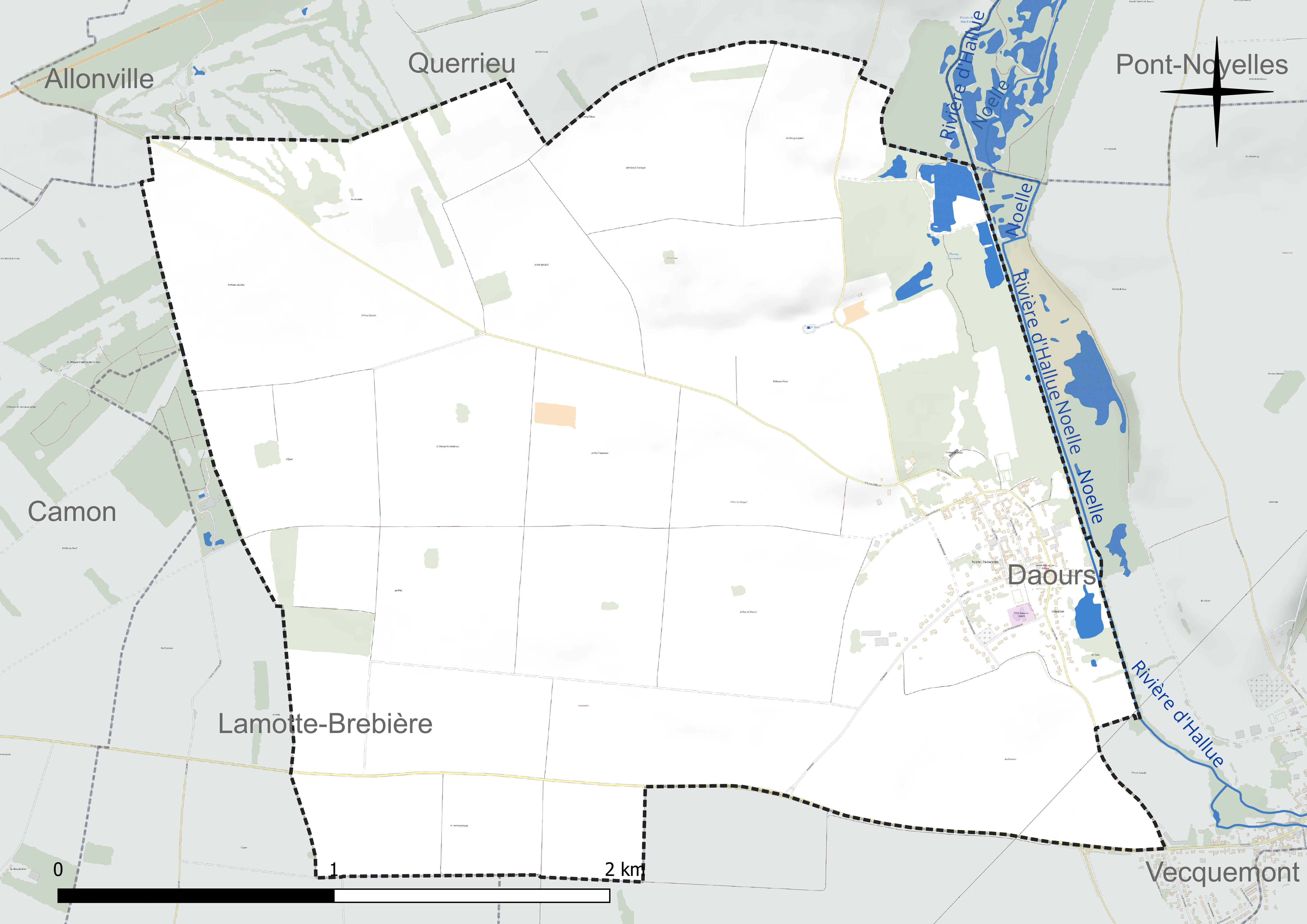
Réseau hydrographique de Bussy-lès-Daours.

#### Gestion et qualité des eaux
Le territoire communal est couvert par le schéma d'aménagement et de gestion des eaux (SAGE) « Somme aval et Cours d'eau côtiers ». Ce document de planification concerne un territoire de 1 835 km2 de superficie, délimité par le bassin versant de la Somme canalisée. Le périmètre a été arrêté le 29 avril 2010 et le SAGE proprement dit a été approuvé le 6 août 2019. La structure porteuse de l'élaboration et de la mise en œuvre est le syndicat mixte d'aménagement hydraulique du bassin versant de la Somme (AMEVA).
La qualité des cours d'eau peut être consultée sur un site dédié géré par les agences de l'eau et l'Agence française pour la biodiversité.

### Climat
Pour des articles plus généraux, voir Climat des Hauts-de-France et Climat de la Somme.
En 2010, le climat de la commune est de type climat océanique dégradé des plaines du Centre et du Nord, selon une étude du CNRS s'appuyant sur une série de données couvrant la période 1971-2000. En 2020, Météo-France publie une typologie des climats de la France métropolitaine dans laquelle la commune est exposée à un climat océanique et est dans la région climatique Nord-est du bassin Parisien, caractérisée par un ensoleillement médiocre, une pluviométrie moyenne régulièrement répartie au cours de l'année et un hiver froid (3 °C).
Pour la période 1971-2000, la température annuelle moyenne est de 10,4 °C, avec une amplitude thermique annuelle de 14,4 °C. Le cumul annuel moyen de précipitations est de 696 mm, avec 11,9 jours de précipitations en janvier et 8,5 jours en juillet. Pour la période 1991-2020, la température moyenne annuelle observée sur la station météorologique la plus proche, située sur la commune de Glisy à 4 km à vol d'oiseau, est de 11,1 °C et le cumul annuel moyen de précipitations est de 646,6 mm,. Pour l'avenir, les paramètres climatiques de la commune estimés pour 2050 selon différents scénarios d'émission de gaz à effet de serre sont consultables sur un site dédié publié par Météo-France en novembre 2022.
| Mois                                  | jan.           | fév.             | mars          | avril         | mai             | juin           | jui.           | août           | sep.           | oct.            | nov.            | déc.             | année      |
| ------------------------------------- | -------------- | ---------------- | ------------- | ------------- | --------------- | -------------- | -------------- | -------------- | -------------- | --------------- | --------------- | ---------------- | ---------- |
| Température minimale moyenne (°C)     | 1,6            | 1,6              | 3,4           | 5,1           | 8,4             | 11,4           | 13,4           | 13,3           | 10,7           | 8               | 4,7             | 2,2              | 7          |
| Température moyenne (°C)              | 4,2            | 4,7              | 7,5           | 10,1          | 13,5            | 16,5           | 18,7           | 18,7           | 15,6           | 11,8            | 7,6             | 4,7              | 11,1       |
| Température maximale moyenne (°C)     | 6,7            | 7,8              | 11,5          | 15,2          | 18,5            | 21,6           | 23,9           | 24             | 20,5           | 15,6            | 10,5            | 7,1              | 15,2       |
| Record de froid (°C) date du record   | −14,6 10.01.09 | −12,7 07.02.1991 | −10 04.03.05  | −3,9 08.04.03 | −1,2 07.05.1997 | 0,1 05.06.1991 | 4,5 04.07.1990 | 5,2 08.08.1990 | 1,1 27.09.1990 | −5,4 30.10.1997 | −9,5 24.11.1998 | −13,5 29.12.1996 | −14,6 2009 |
| Record de chaleur (°C) date du record | 15,8 09.01.15  | 19,4 24.02.1990  | 24,1 31.03.21 | 26,7 19.04.18 | 31,5 27.05.05   | 36 27.06.11    | 41,7 25.07.19  | 38,1 10.08.03  | 34,2 15.09.20  | 28 10.10.23     | 20,7 07.11.15   | 17,1 07.12.00    | 41,7 2019  |
| Ensoleillement (h)                    | 637            | 865              | 1 469         | 2 063         | 2 027           | 2 203          | 224            | 1 881          | 168            | 1 169           | 711             | 665              | 17 609     |
| Précipitations (mm)                   | 48,8           | 45               | 45,3          | 39,4          | 55,9            | 54,6           | 58,9           | 59,9           | 48,4           | 57,7            | 60,4            | 72,3             | 646,6      |

## Urbanisme

### Typologie
Au 1er janvier 2024, Bussy-lès-Daours est catégorisée bourg rural, selon la nouvelle grille communale de densité à sept niveaux définie par l'Insee en 2022.
Elle est située hors unité urbaine. Par ailleurs la commune fait partie de l'aire d'attraction d'Amiens, dont elle est une commune de la couronne,. Cette aire, qui regroupe 369 communes, est catégorisée dans les aires de 200 000 à moins de 700 000 habitants,.

### Occupation des sols
L'occupation des sols de la commune, telle qu'elle ressort de la base de données européenne d'occupation biophysique des sols Corine Land Cover (CLC), est marquée par l'importance des territoires agricoles (87,8 % en 2018), une proportion identique à celle de 1990 (87,8 %). La répartition détaillée en 2018 est la suivante : 
terres arables (87,2 %), forêts (5,5 %), zones urbanisées (4 %), espaces verts artificialisés, non agricoles (1,6 %), zones humides intérieures (1,1 %), zones agricoles hétérogènes (0,6 %). L'évolution de l'occupation des sols de la commune et de ses infrastructures peut être observée sur les différentes représentations cartographiques du territoire : la carte de Cassini (XVIIIe siècle), la carte d'état-major (1820-1866) et les cartes ou photos aériennes de l'IGN pour la période actuelle (1950 à aujourd'hui).

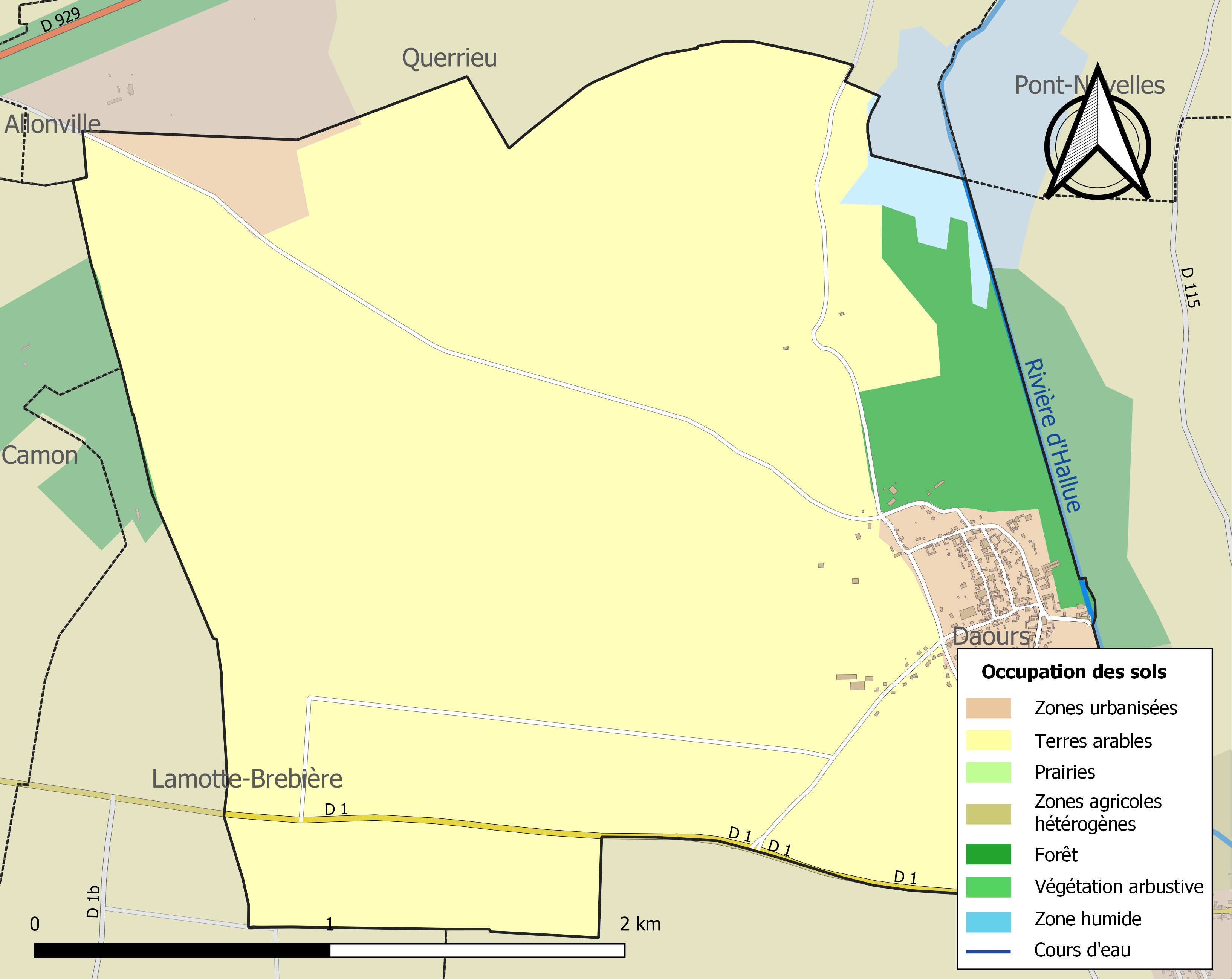
Carte des infrastructures et de l'occupation des sols de la commune en 2018 (CLC).

## Toponymie
Au cours des âges, Bussy-lès-Daours fut désigné par les formes suivantes : Busci en 1153 ; Buxeria en 1164 ; Buscicum en 1170 ; Buxis en 1301 ; Buyssi au XVIIe siècle.

Du latin buxus « buis » et du suffixe latin -utum ; « (lieu) pourvu de buis ».
La préposition « lès » permet de signifier la proximité d'un lieu géographique par rapport à un autre lieu. En règle générale, il s'agit d'une localité qui tient à se situer par rapport à une ville voisine plus grande. Par exemple, la commune de Bussy indique qu'elle se situe près de Daours.

## Histoire

### Préhistoire
L'archéologie aérienne a permis de révéler plusieurs  cercles et enclos protohistoriques sur le territoire communal.

### Antiquité
Des traces d'une villa gallo-romaine, proches d'une ancienne voie romaine reliant Bavay à Amiens sont présentes sur le territoire de Bussy-lès-Daours.

### Époque moderne

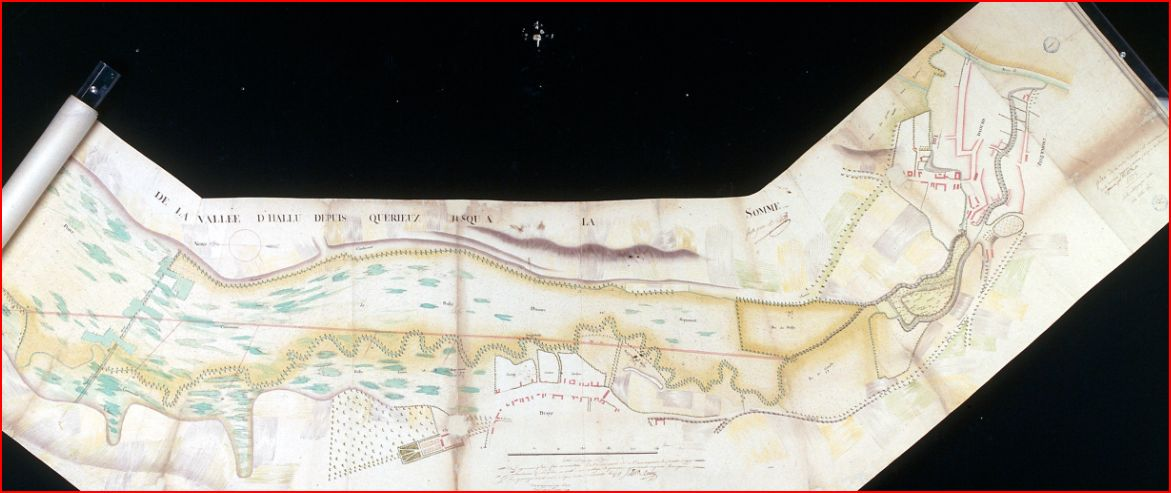
Vallée de l'Hallue de Bussy-lès-Daours à Daours en 1757.

### Époque contemporaine

#### Révolution française et Consulat
De 1790 à 1801, la commune relève de l'administration et de la justice de paix du canton de Querrieux.
En l'an VII et jusqu'au 10 germinal de l'an VIII (30 mars 1800), tous les mariages civils du canton sont prononcés au chef-lieu,  conformément à l'article IV de la Loy du 13 fructidor de l'an VI (30 août 1798).

#### Guerre de 1870
Pendant la Guerre franco-allemande de 1870, au cours de la bataille de l'Hallue, Bussy-lès-Daours fut touchée par des tirs d'obus. Des tombes militaires sont présentes dans le cimetière communal.

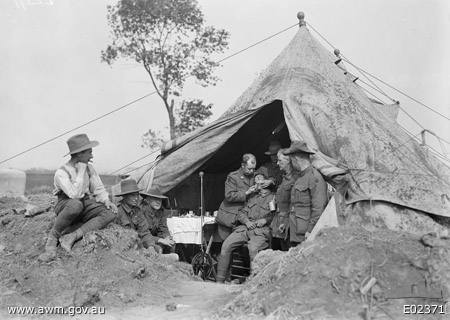
Soldats australiens à Bussy (1914-1918).

#### Première Guerre mondiale
Pendant la Grande Guerre, Bussy-lès-Daours était un village de l'arrière. En 1918, les troupes australiennes et une partie de l'état-major australien étaient installés à Bussy. Le 7 juillet 1918, Georges Clemenceau, alors Président du Conseil et ministre de la Guerre vint à Bussy rencontrer le général Monash et féliciter les troupes australiennes qui avaient remporté la Bataille du Hamel, le 4 juillet, à quelques kilomètres à l'est de Bussy.

## Politique et administration
La commune de Bussy-lès-Daours précédemment rattachée au canton de Corbie est rattachée au canton d'Amiens-3 depuis 2014.

### Intercommunalité
Bussy-lès-Daours est membre de la communauté de communes du Val de Somme, un établissement public de coopération intercommunale (EPCI) à fiscalité propre créé fin  1993 et auquel la commune a transféré un certain nombre de ses compétences, dans les conditions déterminées par le code général des collectivités territoriales.

### Liste des maires
| Période                                  | Période                      | Identité            | Étiquette | Qualité                                                                |
| ---------------------------------------- | ---------------------------- | ------------------- | --------- | ---------------------------------------------------------------------- |
| Les données manquantes sont à compléter. |                              |                     |           |                                                                        |
| avant 1988                               |                              | Pierre Mériaux      |           |                                                                        |
| Les données manquantes sont à compléter. |                              |                     |           |                                                                        |
| mars 2001                                | 2020                         | Jean-Francis Devaux |           | Réélu pour le mandat 2014-2020,                                        |
| 2020                                     | En cours (au 8 octobre 2020) | Sylvie Brandicourt  |           | Vice-présidente de la Communauté de communes du Val de Somme (2023-->) |

### Distinctions et labels
- Village fleuri : une fleur est attribuée en 2007 par le Conseil des Villes et Villages Fleuris de France au Concours des villes et villages fleuris[23].

## Population et société

### Démographie
L'évolution du nombre d'habitants est connue à travers les recensements de la population effectués dans la commune depuis 1793. Pour les communes de moins de 10 000 habitants, une enquête de recensement portant sur toute la population est réalisée tous les cinq ans, les populations de référence des années intermédiaires étant quant à elles estimées par interpolation ou extrapolation. Pour la commune, le premier recensement exhaustif entrant dans le cadre du nouveau dispositif a été réalisé en 2007.

En 2022, la commune comptait 383 habitants, en évolution de +2,96 % par rapport à 2016 (Somme : −1,26 %, France hors Mayotte : +2,11 %).
| 1793 | 1800 | 1806 | 1821 | 1831 | 1836 | 1841 | 1846 | 1851 |
| ---- | ---- | ---- | ---- | ---- | ---- | ---- | ---- | ---- |
| 375  | 409  | 454  | 465  | 486  | 492  | 496  | 498  | 499  |

| 1856 | 1861 | 1866 | 1872 | 1876 | 1881 | 1886 | 1891 | 1896 |
| ---- | ---- | ---- | ---- | ---- | ---- | ---- | ---- | ---- |
| 498  | 479  | 443  | 408  | 401  | 354  | 372  | 358  | 345  |

| 1901 | 1906 | 1911 | 1921 | 1926 | 1931 | 1936 | 1946 | 1954 |
| ---- | ---- | ---- | ---- | ---- | ---- | ---- | ---- | ---- |
| 339  | 290  | 271  | 296  | 254  | 248  | 231  | 203  | 207  |

| 1962 | 1968 | 1975 | 1982 | 1990 | 1999 | 2006 | 2007 | 2012 |
| ---- | ---- | ---- | ---- | ---- | ---- | ---- | ---- | ---- |
| 189  | 189  | 218  | 278  | 334  | 325  | 330  | 331  | 345  |

| 2017 | 2022 | - | - | - | - | - | - | - |
| ---- | ---- | - | - | - | - | - | - | - |
| 381  | 383  | - | - | - | - | - | - | - |

### Enseignement
Les élèves du village sont scolarisés  au sein d'un regroupement pédagogique intercommunal qui associe les communes de Bussy-lès-Daours, Vecquemont et Aubigny.
À la rentrée 2019, deux classes sont situées à Vecquemont et deux autres à Aubigny.

## Économie
L'activité dominante de la commune reste l'agriculture.

## Culture locale et patrimoine

### Lieux et monuments
- L'église paroissiale Saint-Léger a été construite en 1837-1839, sur les plans de l'architecte amiénois Jean Herbault[29].

- Château du XIXe siècle[18] et son parc. Deux platanes majestueux marquent le début de l'allée menant au château, juste après la grille d'entrée (6,7 m de circonférence et 37 m de hauteur)[30].
- Vallée et étangs communaux sur l'Hallue.
- Chapelle Notre-Dame de la Route, construite après une mission en 1959 à la sortie du village, côté Daours[31].

### Personnalités liées à la commune
- La seigneurie de Bussy, qui relevait de la châtellenie de Daours, appartint aux XVIe et XVIIe siècles aux Sacqespée. Puis, au début du XVIIIe siècle à Adrien Pingré, bourgeois et échevin d'Amiens de 1686 à 1687, conseiller secrétaire du roi.
- Frédéric Petit, une personnalité politique de la Somme du XIXe siècle (maire d'Amiens et sénateur), y est né[32].